# Dainis Ozols
Dainis Ozols (n. 11 septembrie 1966, Smiltene⁠(d), Smiltene Municipality⁠(d), Letonia) este un ciclist leton, medaliat olimpic. A participat la 2 ediții ale Jocurilor Olimpice (1992, 1996) în care a câștigat o medalie de bronz.